# Goodhope
Goodhope – zatoka w stanie Alaska, nad Morzem Czukockim, część systemu zatoki Kotzebue Sound, oddzielona od głównego akwenu zatoki przylądkiem Espenberg.
Zatokę nazwał w 1816 roku Otto Kotzebue.